# Lianyun, Anhui
Lianyun (kinesiska: 莲云) är en socken i östra Kina. Den ligger i Yuexi härad i Anqing i provinsen Anhui, omkring 150 kilometer sydväst om provinshuvudstaden Hefei. Antalet invånare är 17567. Befolkningen består av 8 751 kvinnor och 8 816 män. Barn under 15 år utgör 16,0 %, vuxna 15-64 år 75 %, och äldre över 65 år 7,0 %.